# Qui le albe sono quiete
Qui le albe sono quiete (A zori zdes' tichie) è un film del 1972 diretto da Stanislav Rostockij. Fu candidato all'Oscar al miglior film straniero.

## Riconoscimenti
- Nomination Oscar al miglior film straniero